# Стадион Йохана Кройфа
Стадион Йохана Кройфа — футбольный стадион в Барселоне. Стадион был построен в рамках программы «Espai Barça». Стадион полностью соответствует требованиям категории 3 УЕФА.
Проект стадиона был представлен в 2015 году. Тендер на его постройку выиграла компания «Batlle i Roig Arquitectes studio».
Стадион построен в качестве замены Мини Эстади, на месте которого будет построен Nou Palau Blaugrana.

Стадион назван в честь легенды «Барселоны» Йохана Кройфа